# Kilcock
Kilcock (iriska: Cill Choca) är ett samhälle i den norra delen av grevskapet Kildare i Republiken Irland, precis på gränsen till Meath. I närheten finns huvudstaden Dublin och Kilcock har en stor mängd invånare som pendlar in till huvudstaden.
Lokala industrier omfattar ett stort distributionscentrum för SuperValu och Zed Gums (tidigare Leaf) tuggummifabrik. Motorvägen M6 mellan Dublin och Galway går förbi Kilcock.
År 2002 hade Kilcock totalt 2 740 invånare.